# Thunar
 (août 2023).
Thunar est le nom du projet visant à développer un nouveau gestionnaire de fichiers libre pour l'environnement de bureau Xfce à partir de la version 4.4 (2007), afin de remplacer le vieillissant xffm.

L'interface est très similaire à Nautilus, le gestionnaire de fichiers de GNOME. Thunar cherche à être facile d'emploi et accessible à tous, notamment à l'aide des technologies assistives (voir Assistive Technology Service Provider Interface). Il cible aussi de hautes performances, sans pour autant négliger la maintenabilité du code.
Comme les autres composants de Xfce, Thunar tente de respecter les standards, tels que ceux promus par le projet freedesktop.org.
Thunar est extensible à travers un système de greffons.

## Origine du nom
Thunar est le nom du dieu Thor, dieu du tonnerre, de la mythologie nordique, en vieux saxon.